# Encyclique

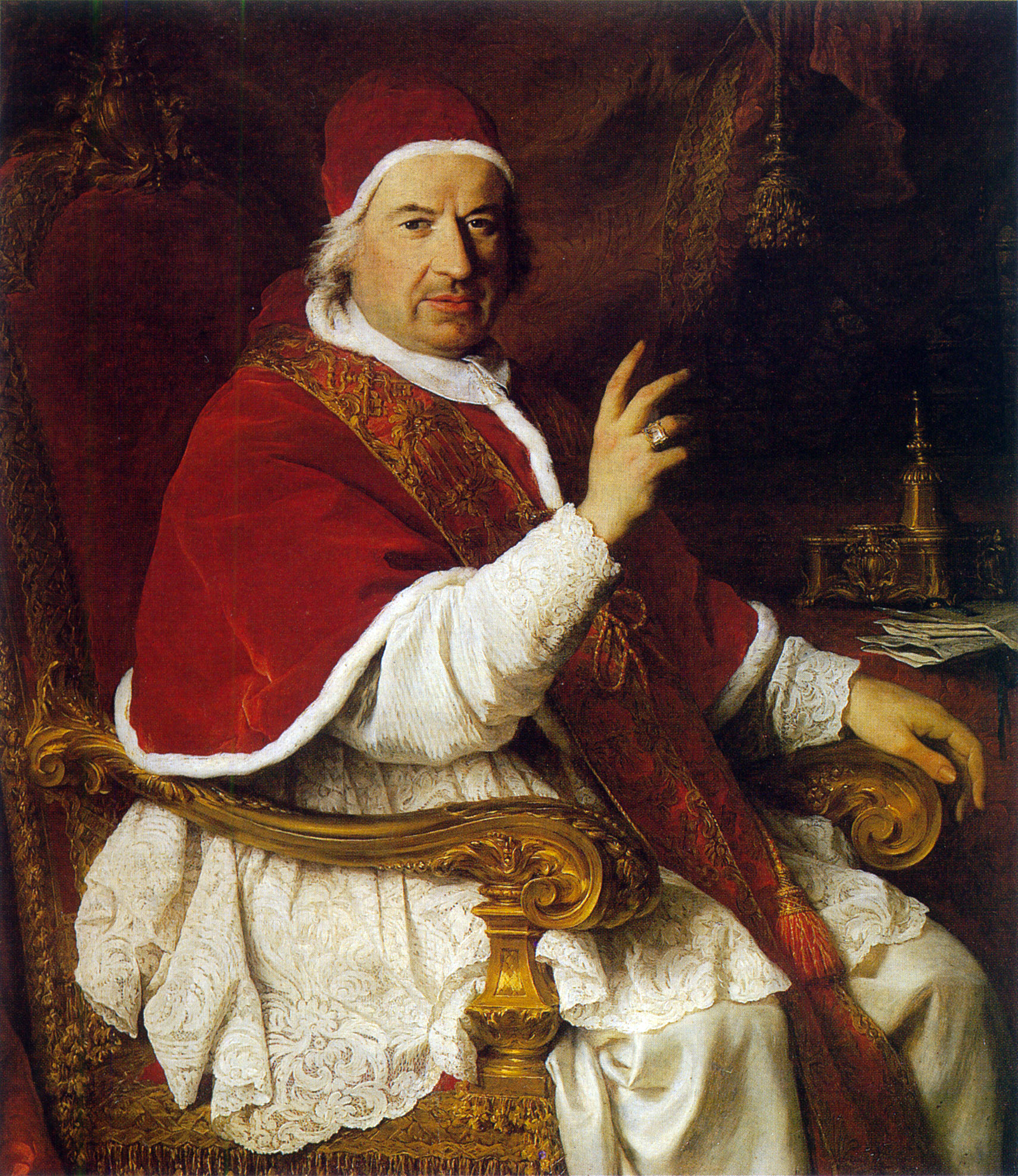
Le pape Benoît XIV, considéré comme l'auteur de la première encyclique

Une encyclique (en latin encyclia, de l'adjectif grec ἐγκύκλιος / enkuklios d'après κύκλος / kuklos, « cercle ») est une lettre adressée par un ou des évêques à tous les évêques d'une région ou du monde, à l'ensemble des fidèles, ou au monde entier.
L'Église orthodoxe, l'Église catholique et l'Église d'Angleterre font usage des encycliques.

## Définition
À l'origine, le terme très générique encyclique (qui peut se traduire par « circulaire ») désigne la correspondance échangée par les évêques et les archevêques. Il désigne ensuite n'importe quelle lettre envoyée spécifiquement par le pape.
La première encyclique, au sens moderne, est généralement reconnue comme celle de Benoît XIV, Ubi Primum, sous-titrée Epistola encyclica et commonittoria ad omnes episcopos (Lettre encyclique et comminatoire, adressée à tous les évêques), du 3 décembre 1740.

## Dans l'Église catholique romaine
Au XXIe siècle, l'encyclique, a pris un sens spécialisé qui la différencie des brefs, bulles — qui présupposaient que le pape était juge ou dispensait des faveurs — et autres documents pontificaux.
Une encyclique se nomme d'après les premiers mots du texte latin. Il existe des exceptions au recours au latin, par exemple :
- Au milieu des sollicitudes, lettre du 29 février 1892 adressée en français par Léon XIII aux évêques de France, au sujet du Ralliement ;
- Une fois encore, lettre du 6 janvier 1907 de Pie X dans le cadre de la séparation de l'Église et de l'État en France, condamnant l'expulsion des évêques, des curés et des séminaristes des palais épiscopaux, des presbytères et des séminaires, et renouvelant le refus du statut des associations cultuelles ;
- Non abbiamo bisogno, lettre du 29 juin 1931 de Pie XI condamnant le fascisme italien ;
- Mit brennender Sorge, lettre du 21 mars 1937 de Pie XI condamnant le nazisme ;
- Laudato si', lettre du 18 juin 2015 de François sur la « sauvegarde de la maison commune », et sur l'écologie intégrale ;
- Fratelli tutti, lettre du 3 octobre 2020 de François sur la fraternité et l'amitié.

## Dans l'Église orthodoxe
- Encyclique des Patriarches d'Orient (en)

## Dans l'Église anglicane
- Saepius officio